# La Charanga Habanera
La Charanga Habanera es un grupo musical originario de La Habana que ha logrado fama tanto en Cuba como a nivel internacional. Este grupo musical ha sido nominado a varios premios, entre ellos los Grammy Latinos en 2003, con el disco "Live in the U.S.A". Este grupo fue nominado también en 2005 en "Orgullosamente Latino" en tres categorías: mejor video, mejor álbum, mejor grupo. Además de todo esto, el grupo recibe anualmente premios otorgados por Cubadiscos y Lucas.

## Historia
La Charanga Habanera comenzó en 1988, cuando un grupo de jóvenes músicos graduados de las escuelas de arte cubanas se juntaron para desarrollar un proyecto de música popular cubana enmarcado en las décadas de 1940 y 1950. Este proyecto fue muy exitoso, por lo cual decidieron extenderlo durante cinco años más. Durante este tiempo compartieron escenario con figuras de gran reconocimiento internacional como Donna Summer, Stevie Wonder, James Brown, Barry White, Ray Charles, Frank Sinatra, Jerry Lewis, Whitney Houston o Kool and the Gang, entre otros.
A principios de los años 1990, la música popular cubana comenzó a acusar una nueva forma de hacer con una verdadera revolución melódica y armónica de impresionante polirritmia, que no escapó de la vista de David Calzado. Gracias a su experiencia internacional y a su inagotable energía pudo ponerse a tono con el momento con jóvenes y versátiles músicos, que gozaban de un amplio goce por el concepto espectáculo. Empezaron a grabar con el sello discográfico Magic Music-Universal, lo cual eventualmente les dio la oportunidad de aumentar su fama a nivel mundial mediante largas giras internacionales. La Charanga Habanera ha realizado giras a países como Japón, México, Argentina, Perú y Estados Unidos. Actualmente es en Cuba uno de los grupos de salsa con más popularidad entre los habitantes de la isla.

## Discografía
- 1989: Life
- 1992: Cuba
- 1993: Fiebre de amor (Me sube la fiebre)
- 1994: Hey you, loca!
- 1996: Pa' que se entere La Habana
- 1997: Tremendo delirio
- 2000: El charanguero mayor
- 2001: Chan, chan, charanga
- 2002: Live in the U.S.A.
- 2003: Marina ¡quiere bailar!
- 2003: Soy cubano, soy popular
- 2004: Charanga Light
- 2005: El ciclón de La Habana
- 2007: El rey de los charangueros
- 2009: No mires la carátula
- 2011: Acabaito de nacer
- 2013: Charanga Light 2
- 2013: Se sufre pero se goza
- 2015: Vivito y Coleando
- 2018: Subiendo la parada
- 2019: Urbaneando